# Faridabad (Distrikt)
Der Distrikt Faridabad (Hindi: फरीदाबाद जिला; Panjabi: ਫਰੀਦਾਬਾਦ ਜ਼ਿਲ੍ਹਾ; Urdu: فرید آباد ضلع) befindet sich im nordindischen Bundesstaat Haryana und ist ein Teil der National Capital Region.
Der Distrikt befindet sich im Südosten von Haryana, unmittelbar südlich der Bundeshauptstadt Neu-Delhi. Der Distrikt liegt in der nordindischen Ebene. Die Yamuna bildet die östliche Distriktgrenze. Seine Fläche beträgt 742,9 km². Verwaltungssitz ist die namensgebende Stadt Faridabad.
Der Distrikt Faridabad wurde am 15. August 1979 aus Teilen des Distrikts Gurgaon gebildet.

## Bevölkerung
Beim Zensus 2011 betrug die Einwohnerzahl 1.809.733.
10 Jahre zuvor waren es noch 1.365.465. Das entsprach einem Zuwachs von 32,5 %. Fast 80 % des Distrikts ist urbanisiert.
Das Geschlechterverhältnis betrug 873 Frauen auf 1000 Männer.
Die Alphabetisierungsrate lag bei 81,70 % (88,61 % bei Männern und 73,84 % bei Frauen).
87,77 % der Bevölkerung waren Anhänger des Hinduismus, 8,93 % waren Muslime und 1,91 % waren Sikhs.

## Verwaltungsgliederung
Der Distrikt ist in 2 Tehsils gegliedert:
- Ballabgarh
- Faridabad

Die Stadt Faridabad ist eine Municipal Corporation. Es gibt keine Städte vom Status eines Municipal Councils oder Municipal Committees im Distrikt.